# República islàmica
Una república islàmica en el context actual, pot tenir diversos significats. Teòricament, es refereix a un estat amb una forma de govern teocràtica encapçalada o aconsellada pels líders religiosos musulmans de l'Orient Pròxim i l'Àfrica. En les repúbliques islàmiques, les lleis de l'estat han de ser compatibles amb les lleis de la xara o la llei islàmica, encara que l'estat s'organitzi com a república i no pas com a monarquia (com és el cas de la majoria dels estats de l'Orient Pròxim). En altres casos, però, el terme "república islàmica" és només un símbol d'identitat cultural.
A la República Islàmica de l'Iran, establerta el 1979, l'Assemblea d'Experts (que pot designar o deposar el Líder), el president i els membres d'un cos legislatiu són elegits per vot directe dels ciutadans segons allò que estableix la constitució. Els candidats han de ser aprovats pel Consell Guardià per poder ser reelegits. La República Islàmica de l'Iran difereix de la República Islàmica del Pakistan (proclamada com a tal el 1956) atès que les lleis islàmiques en aquest últim estat són superiors a les lleis de l'estat, encara que de facto no sempre és el cas. Pakistan va ser el primer país a adoptar l'adjectiu "islàmic" per definir el seu estatus republicà sota la constitució secular de 1956. Malgrat aquesta definició, el país no va establir cap religió d'Estat abans del 1973, data en què es va escriure una nova constitució, més democràtica però menys secular.
Molts islamistes advoquen per la creació de les repúbliques islàmiques al llurs respectius territoris, encara que aquest ideal pot tenir diversos significats. Per a alguns, les monarquies de l'Orient Pròxim han de ser abolides per establir-hi repúbliques modernes. Per a d'altres, la creació de les repúbliques representa el retorn a l'islam atès que consideren que la secularització de llurs societats ha estat destructiva, i fins i tot volen la recreació dels califats.
En l'actualitat quatre repúbliques s'han anomenat «repúbliques islàmiques», encara que el grau en què s'aplica la llei islàmica difereix entre elles:
- la República Islàmica de l'Afganistan,
- la República Islàmica de Mauritània,
- la República Islàmica de l'Iran, i
- la República Islàmica del Pakistan